# Phoradendron aphyllum
Phoradendron aphyllum är en sandelträdsväxtart som beskrevs av Julian Alfred Steyermark. Phoradendron aphyllum ingår i släktet Phoradendron och familjen sandelträdsväxter. Inga underarter finns listade i Catalogue of Life.